# 9409 Канпузан
9409 Канпузан (9409 Kanpuzan) — астероїд головного поясу, відкритий 25 січня 1995 року.
Тіссеранів параметр щодо Юпітера — 3,181.